# Paternina (Álava)
Paternina es un despoblado que actualmente forma parte de la localidad de Salvatierra, que está situado en el municipio homónimo, en la provincia de Álava, País Vasco (España).

## Toponimia
A lo largo de los siglos ha sido conocido también con el nombre de Paterniana.

## Historia
Documentado desde 1025, se le supone de origen romano y se desconoce cuándo se despobló.
Actualmente sus tierras son conocidas con el topónimo de Paternina.